# Cabaiguán
Cabaiguán é uma cidade de Cuba pertencente à província de Sancti Spíritus.